# اوبر-هیلبرسهایم
اوبر-هیلبرسهایم (به آلمانی: Ober-Hilbersheim) یک شهر در آلمان است که در ماینتس-بینگن واقع شده‌است. اوبر-هیلبرسهایم ۱٬۰۵۱ نفر جمعیت دارد.